# Hemprichs meeuw
Hemprichmeeuw (Ichthyaetus hemprichii; synoniem: Larus hemprichii) is een vogel uit de familie Laridae (meeuwen). De vogel is in 1853 door Carl Friedrich Bruch als eerbetoon vernoemd naar de jong overleden onderzoeker Friedrich Wilhelm Hemprich.

## Kenmerken
Hemprichs meeuw is 43 tot 48 cm lang, weegt 400–510 gram en heeft een spanwijdte van 105 tot 118 cm. Deze meeuw lijkt sterk op de witoogmeeuw (I. leucophthalmus) , maar die is een beetje kleiner. Hemprichs meeuw heeft relatief langere vleugels en een forse snavel. Deze meeuw is in de broedtijd bruin op de kop, met een eveneens bruine borst, een witte kraag en grijsbruine vleugels. Boven het oog zit een half wit boogje en de snavel is geelgroen met een rood uiteinde met weer een kleine gele punt op het eind.

## Verspreiding en leefgebied
Deze soort komt voor aan de kusten van oostelijk Afrika en het Midden-Oosten. Ronde de Rode Zee, Golf van Aden en de Perzische Golf, verder de kust van Oman en verder oostelijk tot Pakistan en zuidelijk tot het noorden van Kenia.
Het is een meeuw die zelden in het binnenland wordt gezien,want sterk gebonden aan zee en vaak te zien in (vissers-)havens rustend op pieren, boeien etc.

## Status
Hemprichs meeuw heeft een groot verspreidingsgebied en daardoor is de kans op de status  kwetsbaar (voor uitsterven) gering. De grootte van de populatie is in 2006 geschat op 150-300 duizend volwassen vogels en dit aantal gaat achteruit. Echter, het tempo ligt onder de 30% in tien jaar (minder dan 3,5% per jaar). Om deze redenen staat deze meeuw als niet bedreigd op de Rode Lijst van de IUCN.

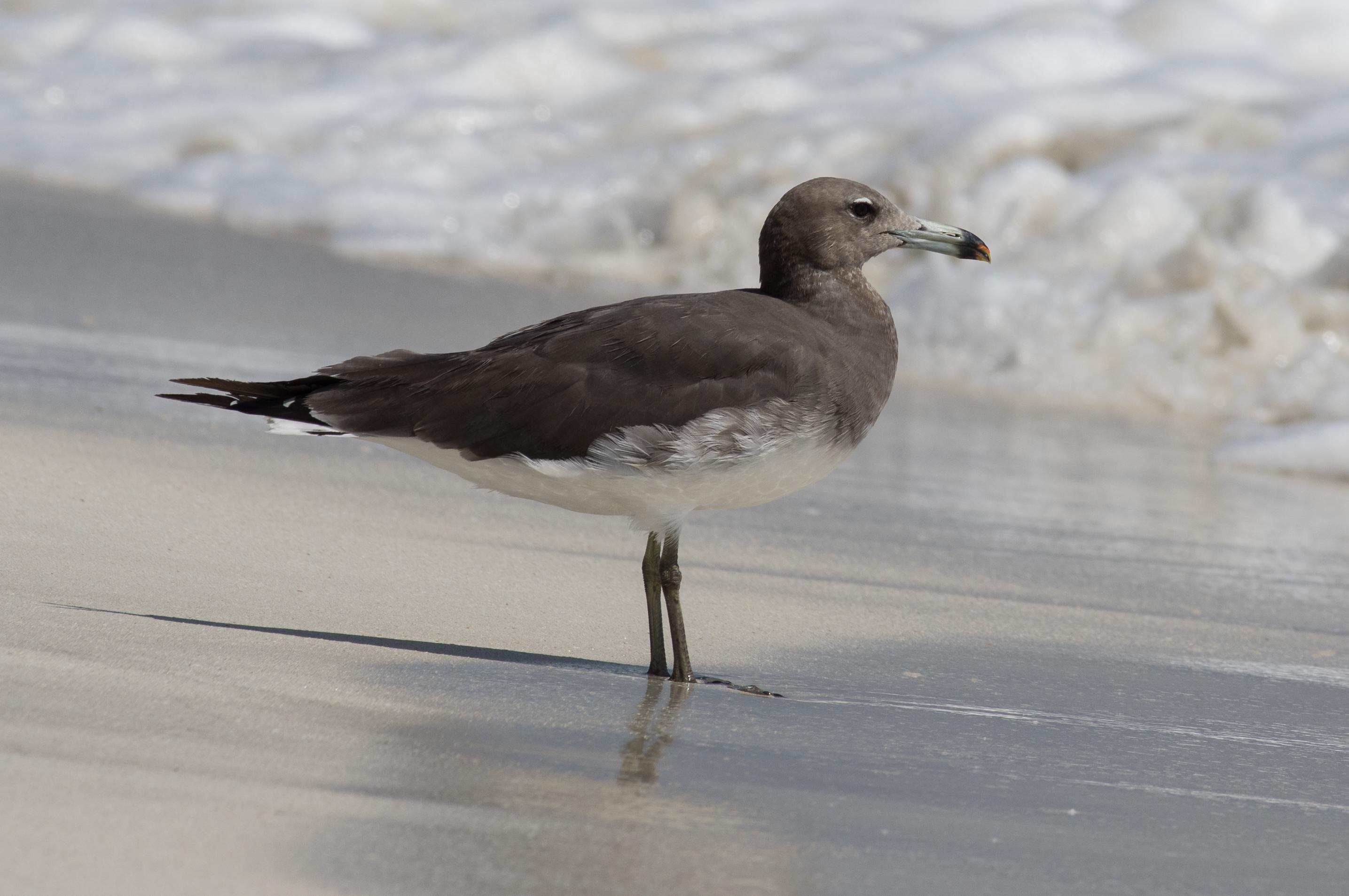
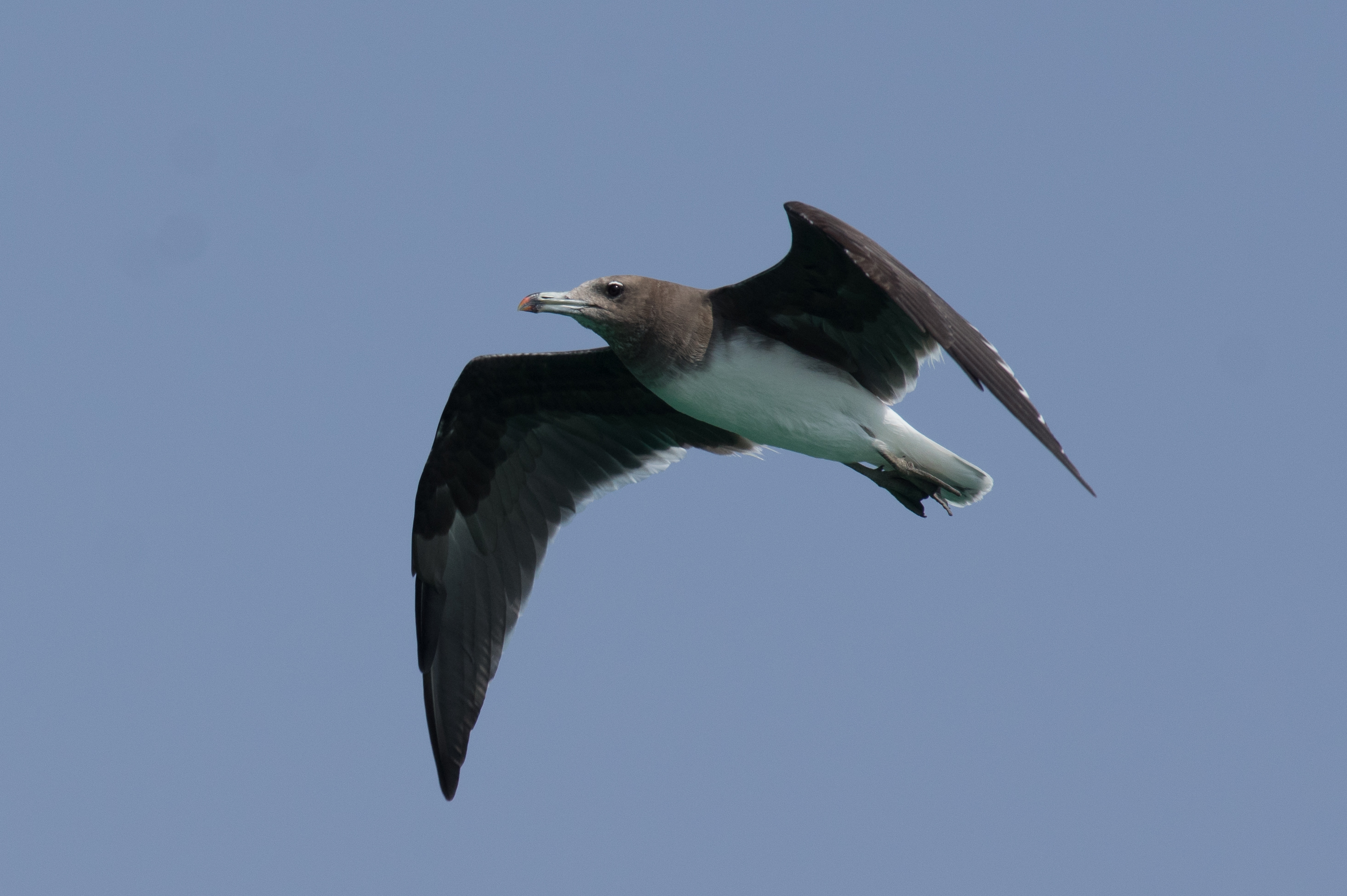
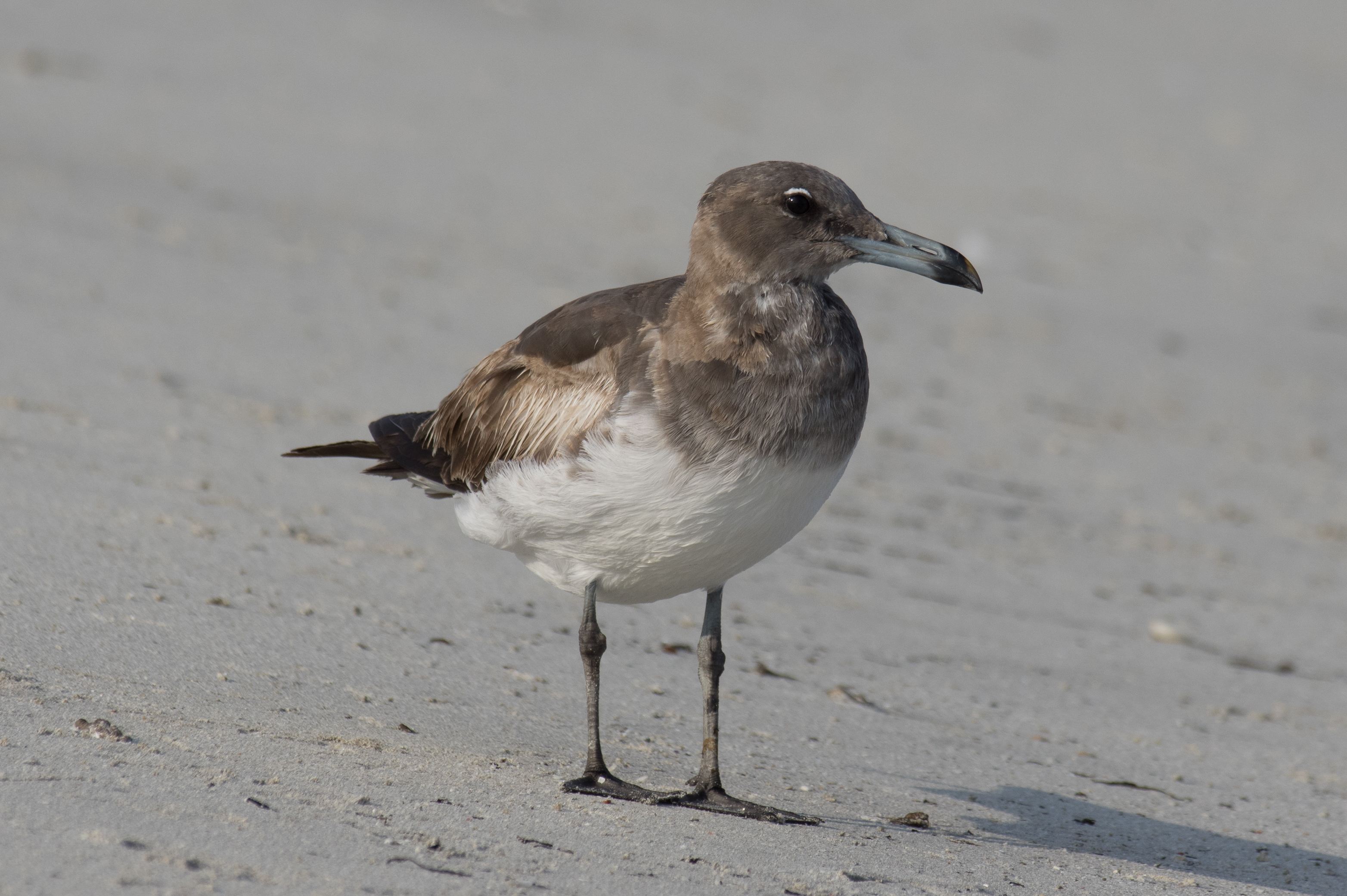